# Palmitos
Palmitos is een gemeente in de Braziliaanse deelstaat Santa Catarina. De gemeente telt 16.596 inwoners (schatting 2009).

## Aangrenzende gemeenten
De gemeente grenst aan Caibi, Cunha Porã, Cunhataí, São Carlos, Alpestre (RS) en Iraí (RS).